# Hisham Mohd Ashour
Hisham Mohamed Ashour, né le 29 mai 1982 au Caire, est un joueur de squash représentant l'Égypte. Il atteint en février 2012 la 11e place mondiale sur le circuit international, son meilleur classement. Il est le frère du joueur professionnel Ramy Ashour. Il est champion du monde par équipes en 2011.

## Palmarès

### Titres
- Championnats du monde par équipes : 2011

### Finales
- Motor City Open : 2012
- Bluenose Classic : 2011
- Calgary Winter Club Rocky Mountain Open 2010